# Метаалгоритм
Метаалгоритм — это обобщение понятия алгоритма. Классические формализации понятия алгоритма (например, нормальные алгоритмы) не в полной мере обеспечивают надлежащую формализацию интуитивного понятия алгоритма. Нормальные алгоритмы, например, не обеспечивают однозначного применения нормального алгоритма к себе (так как для применения алгоритма к схеме алгоритма требуется преобразование схемы алгоритма в некоторое слово в используемом алфавите, которое может быть осуществлено лишь «вручную», на основе некоторых договоренностей; поскольку договоренности являются не более, чем договоренностями (соглашениями), они могут меняться, что влечет неоднозначность применения алгоритма к себе). Некоторая модификация нормальных алгоритмов обеспечивает однозначное применение алгоритма к себе. Такая формализация понятия алгоритма считается определением метаалгоритма.